# André Mercier (homme politique, 1901-1970)
Pour les articles homonymes, voir André Mercier et Mercier.
André Mercier, né le 7 juillet 1901 à Paris et mort le 22 novembre 1970 à Bobigny, est un homme politique français.
Membre du Parti communiste français, il participe à la réunion constitutive du Conseil national de la Résistance le 27 mai 1943. Il est député de la Seine (3e arrondissement de Paris) de 1936 à 1940, puis de l'Oise de 1945 à 1958.

## Biographie
Fils d'un cocher de fiacre et d'une cuisinière, André Mercier travaille comme garçon de restaurant puis devient limonadier-restaurateur. Il adhère en 1928 au syndicat Confédération générale du travail unitaire (CGTU) des Hôtels, Cafés, Restaurants et Bouillons de la Seine dont il devient trésorier en 1931. Quelques années plus tard, il est secrétaire général de la Fédération unitaire des travailleurs de l'Alimentation et permanent du syndicat. À l'issue du congrès d'avril 1933, il entre à la commission exécutive de la Fédération unitaire des travailleurs de l'Alimentation dont il devient peu après secrétaire général.
Il adhère en 1929 au Parti communiste français (PCF). En 1931, il est secrétaire permanent du Secours rouge international avec Jean Chauvet et Raymond Baudin.
Élu député à Paris dans le 3e arrondissement en 1936, André Mercier entre en 1938 au comité régional de Paris-Ville du PCF.
Après la réunification de la CGT, en janvier 1936, il devient en 1938 secrétaire à la propagande et fait partie de la commission exécutive de l'Union départementale de la région parisienne.
Déchu de son mandat de député en février 1940, il entre dans la clandestinité en octobre de la même année, après sa démobilisation, et organise l'activité du parti dans le milieu des commerçants. Au cours du premier semestre 1943, il est chargé de rencontrer au nom du Parti communiste clandestin les délégués du général de Gaulle, Passy, Pierre Brossolette et Jean Moulin,.
Le 27 mai 1943, à la réunion constitutive du Conseil national de la Résistance (CNR), il représente le PCF et Pierre Villon le Front national. Son parti le désigne ensuite pour le représenter à l'assemblée consultative d'Alger (novembre 1943). Il continue d'y siéger lorsque celle-ci est installée à Paris : le 8 novembre 1944, il en est élu l'un des vice-présidents jusqu'à la dissolution de cette Assemblée provisoire le 3 août 1945.
Il est élu député du département de l'Oise en 1945 et 1946 aux deux assemblées constituantes, puis aux trois scrutins successifs de la Quatrième République en 1946, 1951 et 1956.

## Sources
- « André Mercier (homme politique, 1901-1970) », dans le Dictionnaire des parlementaires français (1889-1940), sous la direction de Jean Jolly, PUF, 1960 [détail de l’édition]